# Hällsjön (Norrbärke socken, Dalarna)
Hällsjön är en sjö i Ludvika kommun och Smedjebackens kommun i Dalarna och ingår i Norrströms huvudavrinningsområde. Sjön har en area på 1,05 kvadratkilometer och ligger 180 meter över havet.
Sjön avvattnas till Kolbäcksån via sjöarna Snösjön och Haggen.

## Delavrinningsområde
Hällsjön ingår i det delavrinningsområde (666270-146341) som SMHI kallar för Utloppet av Hällsjön. Medelhöjden är 231 meter över havet och ytan är 20,34 kvadratkilometer. Det finns inga avrinningsområden uppströms utan avrinningsområdet är högsta punkten. Vattendraget som avvattnar avrinningsområdet har biflödesordning 5, vilket innebär att vattnet flödar genom totalt 5 vattendrag innan det når havet efter 262 kilometer. Avrinningsområdet består mestadels av skog (88 procent). Avrinningsområdet har 1,05 kvadratkilometer vattenytor vilket ger det en sjöprocent på 5,2 procent.